# Orthetrum chrysis
Orthetrum chrysis – gatunek ważki z rodziny ważkowatych (Libellulidae).